# Бридженд (Уелс)
Бриджѐнд (на английски: Bridgend; на уелски: Pen-y-bont ar Ogwr, Пен ъ бонт ар О̀гур) е град в Южен Уелс, главен административен център на едноименното графство Бридженд. Разположен е около реките Огмор и Еуени на около 6 km от залива Бристъл Чанъл на Атлантически океан. Намира се на около 20 km на запад от столицата Кардиф. Има жп гара и колеж. Населението му е 39 429 жители според данни от преброяването през 2001 г.

## Побратимени градове
- Вилнав д'Орнон, Франция
- Лангенау, Германия